# Insignia de la Lucha Antipartisana
La Insignia de la Lucha Antipartisana (en alemán: Bandenkampfabzeichen) fue una condecoración de la Alemania nazi de la Segunda Guerra Mundial otorgada a miembros del Ejército, la Luftwaffe, la Ordnungspolizei y las Waffen-SS por participar en operaciones de seguridad en la retaguardia, las llamadas Bandenbekämpfung (lucha contra bandidos). La insignia fue instituida el 30 de enero de 1944 por Adolf Hitler, después de la autorización/recomendación de Heinrich Himmler.

## Antecedentes
Especialmente en el Frente Oriental, los términos "partisano" y "bandido" fueron aplicados por el aparato de seguridad nazi a judíos, comunistas, funcionarios estatales soviéticos, rezagados del Ejército Rojo y cualquier otra persona que se considerara un riesgo para la seguridad. Las operaciones de seguridad en la retaguardia contra los combatientes irregulares armados ("acciones de pacificación") a menudo eran indistinguibles de las masacres de civiles, acompañadas de la quema de aldeas, la destrucción de cultivos, el robo de ganado, la deportación de la población sana para el trabajo esclavo a Alemania y la ausencia de padres niños solos.

## Descripción
Todas las versiones de la insignia cuentan con una calavera y huesos cruzados en la base, con una corona de laurel de hojas de roble alrededor de los lados y una espada en el centro. El mango de la espada tiene la rueda solar, con la hoja hundida en una Hidra cuyas cinco cabezas representan a los "partisanos". La segunda versión de la insignia tenía hojas de roble más grandes en la corona y una rueda solar más grande. El historiador Philip W. Blood señala las similitudes entre el símbolo de la sociedad Thule, con una espada y una esvástica, y el diseño de la insignia. Sugiere que Himmler y Erich von dem Bach-Zalewski "habían sellado [...] la mitología germánica en una medalla para el Lebensraum".
La insignia existía en tres grados:
- Bronce, durante 20 días de combate contra "bandidos".
- Plata, por 50 días de combate contra "bandidos".
- Oro, por 150 días de combate contra "bandidos".

Los criterios fueron ligeramente diferentes para la Luftwaffe, ya que se basaron en 30, 75 y 150 vuelos/salidas en apoyo de las operaciones de la "lucha contra bandidos".